# Paul Henri d'Estournelles de Constant
Paul Henri d'Estournelles de Constant, egentligen Paul Henri Benjamin Balluet, Baron d'Estournelles de Constant de Rebecque, född 22 november 1852 i La Flèche, död 15 maj 1924 i Paris, var en fransk diplomat och politiker. År 1909 erhöll han Nobels fredspris.
Estournelles de Constant var ursprungligen diplomat, men lämnade denna bana 1895 och lät av vänstern välja sig till deputerad. Efter att ha blivit senator 1904 ägande han sig särskilt åt utrikespolitiska och koloniala frågor och blev en varm förkämpe för skiljedom och fred. Han hävdade inför parlamentet nödvändigheten av internationell avrustning, Permanenta skiljedomstolen och påyrkade, att Frankrike skulle ta initiativet till en sådan. Estournelles de Constant var fransk representant i Haag 1899 och 1907 och erhöll 1909 halva Nobels fredspris. Han besökte samma år Skandinavien.
Bland Estournelles verk märks La politique française en Tunisie. Le protectorat et ses origines (1891) och Les États-Unis d'Amérique (1913).